# TSV 1846 Nürnberg
TSV 1846 Nürnberg is een Duitse omnisportclub uit de Beierse stad Neurenberg. De club is actief in onder andere basketbal, badminton, boulderen, Hae Dong Gumdo, handbal, atletiek, rugby, zwemmen, taekwondo, tai chi, tennis, turnen en dansen. 

## Voetbal
De club is ook een tijd actief geweest in voetbal. In 1920 speelde de club voor het eerst in de hoogste klasse, toen de Noord-Beierse competitie. Na twee vierde plaatsen werd de club in 1922/23 slachtoffer van competitieherstructurering en degradeerde. 